# Qirmizi Saggallar
Qirmizi Saggallar est un village de la région de Tərtər en Azerbaïdjan.

## Histoire
En 1993-2016, le village était sous le contrôle des forces armées arméniennes. En 2016, le village de Qirmizi Saggallar a été restitué sous le contrôle de l'Azerbaïdjan.

## Géographie
Le village de Qirmizi Saggallar de la région de Tərtər est situé dans la circonscription administrative du village de Borsounlou.

## Économie
La principale occupation de la population du village de Qirmizi Saggallar est l'élevage et l'agriculture.